# The Lady from the Sea (film 1916)
The Lady from the Sea è un cortometraggio muto del 1916 diretto da Raymond B. West.
Diversi film riprendono lo stesso titolo inglese. Alcuni di questi sono versioni cinematografiche de La donna del mare, il dramma di Henrik Ibsen.

## Produzione
Il film fu prodotto dall'Universal Film Manufacturing Company (con il nome Big U).

## Distribuzione
Distribuito dall'Universal Film Manufacturing Company, il film uscì nelle sale cinematografiche USA il 27 agosto 1916.